# Schloss Hauenstein
Die Burg Hauenstein (tschechisch Hauenštejn oder Zámek Horní Hrad) befindet sich drei Kilometer westlich von Stráž nad Ohří auf dem Gebiet der Gemeinde Krásný Les (Schönwald), Ortsteil Horní Hrad, in einem Seitental des oberen Egertals im Okres Karlovy Vary in Tschechien.

## Geschichte
Die ursprüngliche Burg wurde wahrscheinlich im späten 13. Jahrhundert an dieser Stelle errichtet. Häufige Besitzwechsel und ein umfangreicher Umbau im 19. Jahrhundert sorgten für ein verändertes Aussehen. Im Jahre 1838 erwarben die Grafen Buquoy die Burg, in deren Besitz sie bis zum Ende des Zweiten Weltkrieges blieb. Nach 1945 diente sie noch einige Zeit als Unterkunft, ab 1958 verfiel sie zur Ruine. Inzwischen wird sie wieder für den Tourismus renoviert.
Die Burg ist über die E 442/Straße Nr. 13, Abzweig Horní Hrad erreichbar.

## Galerie

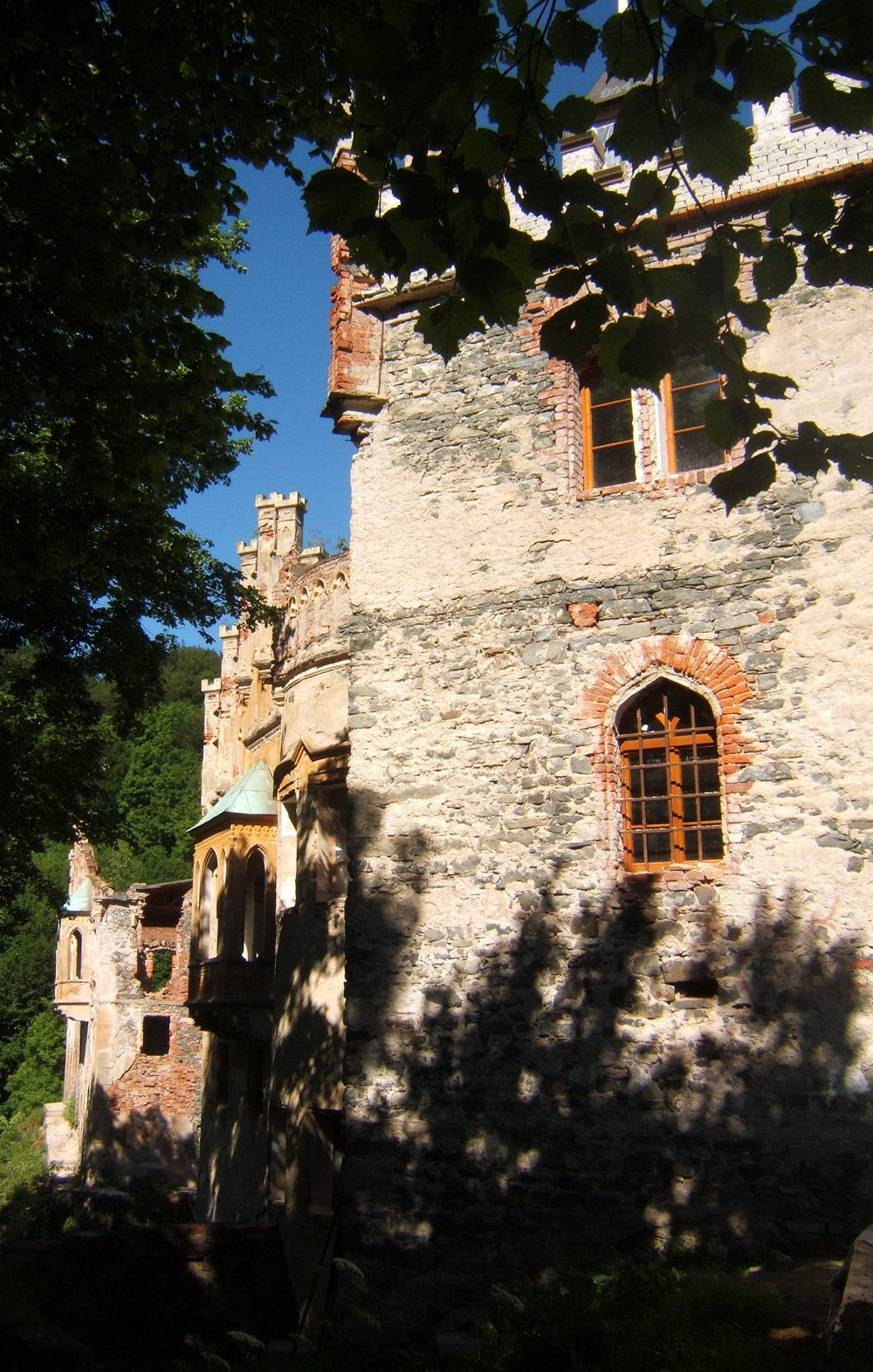
Seitenfront der Burg Hauenstein
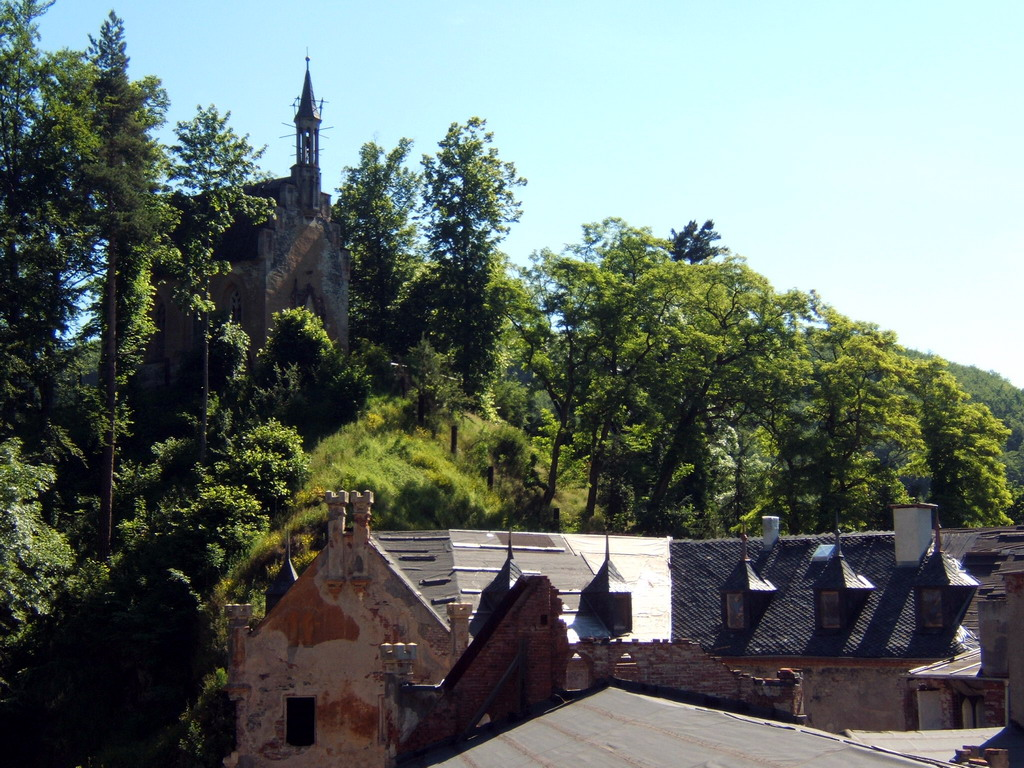
Blick vom Eingang des Bergfrieds auf die Kapelle